# Anton Dermota
Anton Dermota, slovenski operni in koncertni pevec lirski tenorist, organist in pedagog, * 4. junij 1910, Kropa, Avstro-Ogrska, † 22. junij 1989, Dunaj, Avstrija.
Dermota je bil eden največjih slovenskih opernih pevcev, ki sta ga odlikovala lep glas z dognano pevsko-tehnično kulturo in dolga ter bogata pevska kariera tako v slovenskem kot v evropskem merilu. Po drugi svetovni vojni je slovel kot eden najboljših interpretov likov v Mozartovih operah.

## Življenje
Na ljubljanskem konservatoriju je študiral kompozicijo in orgle, solopetje pa na Dunaju pri Mariji Radó.
Kot solist je prvič nastopil v sezoni 1930/1931 na odru ljubljanske Opere; pel je v manjših in srednjih vlogah. Že leta 1936 je debitiral v Dunajski državni operi, katere član je ostal vse do upokojitve, tj. skupno 45 let. Prvi velik uspeh je doživel leta 1938 na salzburških slavnostnih igrah z vlogo Don Ottavia.
Šele po drugi svetovni vojni se je začela njegova mednarodna kariera. Tako je nastopil v Covent Gardenu, Scali, v Rimu, San Carlu, Teatro Colon, Parizu in Metropolitanski operi. 
Leta 1954 je koncentiral po Avstraliji. Za svoje delo je prejel številna odlikovanja in priznanja po vsem svetu. Posnel je tudi nekaj gramofonskih plošč z najznačilnejšimi vlogami. Ukvarjal se je tudi s pedagoškim delom.
Še pri svojih sedemdesetih je v Dunajski državni operi nastopil v vlogi Tamina iz  Mozartove Čarobne piščali.
Poročen je bil s pianistko Hildo Berger von Weyerwald, s katero sta imela tri otroke. Najstarejša Jovita, igralka, je leta 2012 v avstrijskem gledališkem muzeju pripravila razstavo o svojem očetu z naslovom Anton Dermota: življenje pevca.
Njegov brat je bil pevec Gašper Dermota.